# تپه سرخ (مجموعه تلویزیونی ارمنستانی)
تپه قرمز (ارمنی: Կարմիր բլուր Karmir Blur; انگلیسی: Red Hill) یک مجموعه تلویزیونی درام ارمنستانی دقیقه‌ای محصول سال کشور ارمنستان به کارگردانی گورگن سارگسیان، تهیه‌کنندگی یلنا آرشاکیان و نویسندگی آناهیت مخیتاریان می‌باشد. این مجموعه از روز ۸ ژانویه ۲۰۱۸ از آتی‌وی شروع به نمایش درآمد و هر روز کاری ساعت ۱۱:۰۰ شب پخش می‌شد. بیشتر داستان این مجموعه در ایروان و روستای سورناوان در ارمنستان اتفاق می‌افتد.

## یادداشت
1. ↑  Gurgen Sargsyan
2. ↑  Yelena Arshakyan
3. ↑  Anahit Mkhitaryan